# Giuseppe Farina
Emilio Giuseppe „Nino“ Farina (30. října 1906 Turín – 30. června 1966 Chambéry) byl italský pilot Formule 1, který se v roce 1950 stal prvním mistrem světa.
První vůz dostal Farina od svého otce – zakladatele první karosářské továrny v Turíně La Stabilimenti Farina – už ve svých 9 letech. Na závodní dráze se objevil v roce 1932 na závodech do vrchu Aosta – St. Bernard, ale havaroval. V meziválečném období seděl střídavě za volantem Maserati a Alfy Romeo. Prvního vítězství dosáhl 2. září 1934 na okruhu v italské Bielle. Farina divákům předvedl vítězství stylem start-cíl a vedl závod od začátku do konce. Dosáhl průměrné rychlosti 109,8 km/h a ještě zajel nejrychlejší kolo závodu v čase 14:55 min, tj. 117,2 km/h. V roce 1937 závodil za tým Scuderia Ferrari s vozem Alfa Romeo 12C, se kterým vyhrál 25. dubna 1937 závod Pohár princezny z Piemontu (Coppa Principessa di Piemonte). V letech 1937 – 1939 se stal třikrát Mistrem Itálie. Ve 44 letech poprvé zvítězil v Grand Prix. V roce 1955 odešel z Formule 1. V roce 1956 se neúspěšně pokoušel kvalifikovat na 500 mil Indianapolis. Deset let poté, co ukončil svou závodní kariéru, zemřel při dopravní nehodě po nárazu do telegrafního sloupu.

## Farinova zatáčka
Farina byl znám svou rychlou jízdou v zatáčkách. V roce 1949 se zúčastnil závodu Velké ceny Československa, který se jel na Masarykově okruhu v Brně, který v této době byl trasován po běžných silnicích Brna. Farina v levotočivé zatáčce ve stoupání ke Kohoutovicím nezvládl řízení a vjel mezi diváky.  
Zmatený Farina vylezl z vozu a dezorientován vběhl do dráhy přijíždějícímu Parnellovi, který sice intenzivně brzdil, ale nabral šokovaného Farinu na kapotu. Parnell také havaroval. Farina skončil s pohmožděninami a Parnell si zlomil ruku. Od podzimu 2010 zatáčku - nazvanou jako Farinova - zdobí pomníček, který vybudovali místní motorističtí nadšenci.
Zraněno bylo 14 osob. Přes péči záchranářů dva z diváků svým zraněním v nemocnici podlehli. O tři kola později na stejném místě havaroval i závodník princ Bira.
Od této nehody se místu začalo říkat Farinova zatáčka. V roce 2010 zde byl na památku události vybudován žulový pomník, který je obklopen bílými sloupy. 

## Tituly
- 1937 Mistr Itálie
- 1938 Mistr Itálie
- 1939 Mistr Itálie
- 1950 Mistr Světa formule 1

## Vítězství
- 1937 Grand Prix Neapole
- 1946 Grand Prix Národů
- 1948 Grand Prix Monaka
- 1948 Grand Prix Ženevy
- 1948 Grand Prix Mar del Plata
- 1949 Grand Prix Lausanne
- 1949 Grand Prix Rosario

## Formule 1
- 1950 Mistr světa
- 1951 4. místo
- 1952 2. místo
- 1953 3. místo
- 1954 8. místo
- 1955 5. místo

## Vítězství v mistrovství světa
- 1950 Grand Prix Velké Británie
- 1950 Grand Prix Švýcarska
- 1950 Grand Prix Itálie
- 1951 Grand Prix Belgie
- 1953 Grand Prix Německa